# Прокошевский сельсовет
Проко́шевский сельсовет — упразднённое муниципальное образование (сельское поселение) в составе Кстовского района Нижегородской области России.
Административный центр — деревня Прокошево.
Законом Нижегородской области от 10 декабря 2021 года № 137-З к 23 декабря того же года муниципальный район был преобразован в муниципальный округ, сельское поселение упразднено.

## История
Статус и границы сельского поселения установлены Законом Нижегородской области от 15 июня 2004 года № 60-З «О наделении муниципальных образований — городов, рабочих посёлков и сельсоветов Нижегородской области статусом городского, сельского поселения».

## Население
| 2002  | 2010  | 2012  | 2013  | 2014  | 2015  | 2016  |
| ----- | ----- | ----- | ----- | ----- | ----- | ----- |
| 1968  | ↗2018 | ↘1959 | ↘1912 | ↘1893 | ↘1891 | ↘1889 |
| 2017  | 2018  | 2019  | 2020  | 2021  |       |       |
| ↘1876 | ↘1871 | ↘1843 | ↘1818 | ↘1454 |       |       |

## Состав сельского поселения
| №  | Населённый пункт | Тип населённого пункта          | Население |
| -- | ---------------- | ------------------------------- | --------- |
| 1  | Волчиха          | деревня                         | ↗11       |
| 2  | Докукино         | деревня                         | ↗19       |
| 3  | Искра            | посёлок                         | ↗10       |
| 4  | Козловка         | деревня                         | ↘4        |
| 5  | Конновка         | деревня                         | ↗18       |
| 6  | Красногорка      | деревня                         | ↘2        |
| 7  | Красносёлово     | деревня                         | ↘17       |
| 8  | Ляписи           | село                            | ↘25       |
| 9  | Попадейка        | деревня                         | ↘0        |
| 10 | Прокошево        | деревня, административный центр | ↗1753     |
| 11 | Семёнцево        | деревня                         | →8        |
| 12 | Серково          | деревня                         | ↘13       |
| 13 | Толмачёво        | село                            | ↗112      |
| 14 | Цедень           | деревня                         | ↗16       |
| 15 | Шерменево        | деревня                         | ↘10       |